# Leonid Tibilov
Leonid Tibilov (in osseto: Тыбылты Харитъоны фырт Леонид) (Verchnij Dvan, 28 marzo 1952) è un politico georgiano, presidente dell'Ossezia del Sud dall'aprile 2012 all'aprile 2017.

## Biografia
Tibilov è stato a capo del KGB nell'Ossezia del Sud dal 1992 al 1998. Ha ricoperto per primo la carica di primo ministro incaricato ed ha fatto parte della commissione osseto-georgiano di peacekeeping. Tibilov perse le elezioni presidenziali del 2006 contro Ėduard Kokojty, che vinse con il 98% dei voti.
Prima delle elezioni del 2012 Tibilov aveva preso le distanze dal presidente uscente Ėduard Kokojty. Tibilov è indicato come vicino alla politica russa e si è impegnato a consultarne il governo prima di formare la propria amministrazione.
Al primo turno delle elezioni presidenziali del 2012, Tibilov ha ottenuto il 42,5% dei voti, superando il candidato David Sanakoev con cui è andato al ballottaggio. Al secondo turno è stato eletto presidente con il 54% dei voti. Non è stato riconfermato alle elezioni presidenziali del 2017.